# Średnie ciśnienie tętnicze
Średnie ciśnienie tętnicze (ang. mean arterial pressure – MAP) – termin używany w medycynie do wyrażenia hipotetycznego, przeciętnego ciśnienia tętniczego u danego pacjenta. Jest definiowane jako średnie ciśnienie tętnicze w trakcie pojedynczego cyklu pracy serca.

## Obliczenie
Średnie ciśnienie tętnicze oblicza się ze wzoru:
{\displaystyle MAP=(CO\times SVR)+CVP,}
gdzie:
{\displaystyle CO} – rzut serca
{\displaystyle SVR} – systemowy opór naczyniowy
{\displaystyle CVP} – centralne ciśnienie żylne
{\displaystyle CVP} jest zazwyczaj na tyle małe, że może być pominięte.
Średnie ciśnienie tętnicze można również wyliczyć z przybliżonych, prostszych wzorów:
{\displaystyle MAP\simeq DP+{\frac {1}{3}}(SP-DP),}
gdzie:
{\displaystyle DP} – ciśnienie rozkurczowe
{\displaystyle SP} – ciśnienie skurczowe
lub
{\displaystyle MAP\simeq {\frac {2}{3}}DP+{\frac {1}{3}}SP}
lub
{\displaystyle MAP\simeq DP+{\frac {1}{3}}PP,}
gdzie:
{\displaystyle PP} – ciśnienie tętna
Przy szybkiej akcji serca wartość MAP jest zbliżona do średniej arytmetycznej ciśnienia skurczowego i rozkurczowego.

## Norma
Norma średniego ciśnienia tętniczego wynosi od 75–100 mm Hg.

## Znaczenie kliniczne
Wartość średniego ciśnienia tętniczego ma znaczenie w utrzymaniu odpowiedniej perfuzji narządowej, to jest zapewnienia prawidłowego przepływu krwi przez organy. Uważa się, że poniżej 60 mm Hg MAP ciśnienie perfuzji jest niedostateczne i dochodzi do niedotlenienia.